# Carlo Pizzichini
Carlo Pizzichini (ur. 28 maja 1962 w Monticiano (Prowincja Siena, Włochy)) – włoski malarz, grafik, rzeźbiarz i ceramik, wykładowca w Akademii Sztuk Pięknych w Mediolanie oraz Carrarze (2010). Zajmuje się malarstwem, grafiką, ceramiką (terakota, majolika). Tworzy w różnych materiałach. Jego realizacje oscylują wokół motywu pisma, kaligrafii, śladu ręki oraz gestu. Inspiruje się napisami na ścianach i przerabia je w kierunku sztuki abstrakcyjnej.

## Życiorys
Absolwent Akademii Sztuk Pięknych we Florencji w latach 1981–1985. Artysta odbył wiele wyjazdów stypendialnych m.in. do 
Stanów Zjednoczonych, Niemiec, Polski, Egiptu, Bułgarii, Danii i na Węgry. Jego prace były prezentowane na wystaw indywidualnych i zbiorowych m.in. we Włoszech (Siena, Rzym, Mediolan, Florencja), Szwajcarii (Zurych), Austrii (Innsbruck), Niemczech, Egipcie, Stanach Zjednoczonych (Nowy Jork), Wielkiej Brytanii (Londyn), Polsce (Olsztyn i Gdańsk). Prace artysty znajdują się w licznych kolekcjach prywatnych oraz instytucjonalnych.